# Milan Křen
Milan Křen (Uście nad Orlicą, Regió de Pardubice, 29 de maig de 1965) va ser un ciclista txecoslovac, d'origen txec. Va competir com amateur on va guanyar una medalla de plata al Campionat del Món de contrarellotge per equips de Giavera del Montello 1985 fent equip amb Vladimír Hrůza, Michal Klasa i Milan Jurčo. Va participar en els Jocs Olímpics de 1988 a Seül.